# كفين
كفين  قرية سوريّة تتبع إداريّاً لمحافظة حلب منطقة أعزاز ناحية نبل، بلغ تعداد سكانها 1,304 نسمة حسب التعداد السكاني لعام 2004.